# Mattoni 1873

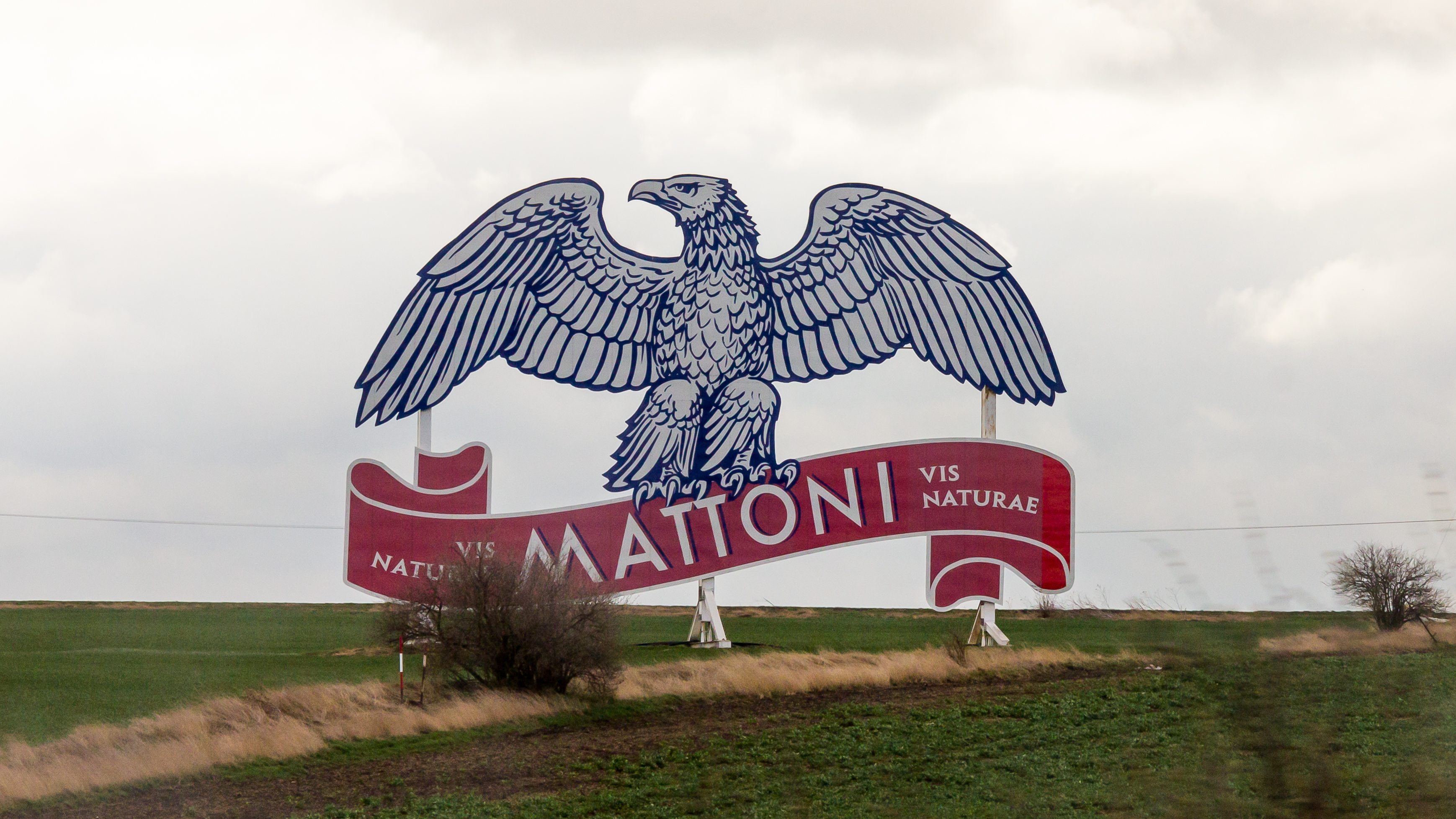
Логотип компанії

Mattoni 1873 (раніше Карловарські мінеральні води, чеськ. Karlovarské minerální vody) — чесько-італійська компанія зі штаб-квартирою в Карлових Варах, що займається видобутком, розливом та реалізацією мінеральних вод.
Заснована у 1873 підприємцем та чиновником Генріхом Маттоні.

## Бренди
Окрім мінеральних вод під брендами «Mattoni», «Aquila», «Magnesia», «Poděbradka», «Dobrá voda», «Hanácká kyselka» до портфелю компанії входять угорські «Szentkirályi Ásványvíz» та «Kékkúti Ásványvíz», австрійська «Waldquelle» та швейцарська «St. Moritz Mineralwasser». Також компанія є виробником фруктових напоїв «Granini» та сиропів «Yo». Підприємство має ліцензії на виробництво напоїв «Schweppes» та «Dr Pepper» (з 2012 року).
Компанії належить болгарський виробник і дистрибутор продукції «PepsiCo». У 2018 році підписано угоду про придбання дочірніх підприємств «PepsiCo» у Чехії, Угорщині та Словаччині, в результаті чого розширено асортимент виробництва напоїв, зокрема розпочався випуск напоїв відомих брендів «Pepsi», «Mirinda», «7 Up», «Gatorade», «Mountain Dew», «Lipton», «Evervess», «Rockstar», а також «Toma».

## Продукція
Потужностями компанії та її дочірніх підрозділів здійснюється випуск і дистрибуція таких видів продукції:

### Мінеральна табутельована вода
- Mattoni
- Magnesia
- Aquila
- Poděbradka
- Dobrá voda
- Hanácká kyselka
- Mlýnský pramen

### Безалкогольні напої
- Pepsi
- Mirinda
- 7 UP
- Dr. Pepper

### Сокитанектари
- Toma
- Granini
- Tropicana

### Енергетичні напої
- Mountain Dew
- Gatorade
- Rockstar Energy

### Тонізуючі напої
- Lipton
- Aquila TEA.M
- Veritea

### Перекуски
- Lay's
- Cheetos

### Тоніки
- Evervess
- Schweppes

### Фруктові сиропи
- Yo